# Жан Рикарду
Жан Рикарду (на френски: Jean Ricardou), роден през 1932, е френски писател и теоретик на литературната наука.

## Биография и творчество
В своите литературни есета Рикарду разглежда творчеството на Гюстав Флобер, Марсел Пруст, Пол Валери, Борхес, Новалис, Едгар Алън По, Мишел Бютор, Филип Солерс, Ален Роб-Грийе. Литераторът изследва проблемите на новия роман, неговата архитектоника, отношението и връзката между реалност и литературен текст и ролята на метафората при неговото изграждане. Според Рикарду задачите на новия роман не се състоят само в развитието на интригата и описание на събтията. За Рикарду литературното творчество „не е писмен разказ за приключения, а приключение на самото писане“.

## Произведения

### Романи
- L'observatoire de Cannes (1961)
- La prise de Constantinople (1965)
- Les lieux-dits, petit guide d'un voyage dans le livre (1969)

### Разкази
- „Révolutions minuscules“ (1971)
- „La cathédrale de Sens“ (1988)

## За него
- Lynn A. Higgins, Parables of Theory. Jean Ricardou's Metafiction. Summa Publications In., Birmingham, Alabama, 1984.
- Michel Sirvent, Jean Ricardou (de Tel Quel au Nouveau Roman textuel), collection monographique en littérature française contemporaine 36, Amsterdam/New York, Rodopi, 2001. Préface de Michaël Bishop. 154 p.